# Bodengeographie
Die Bodengeographie (auch Pedogeographie) ist eine wissenschaftliche Teildisziplin der Geographie (Physische Geographie). Sie erfasst, beschreibt und erklärt die Zusammenhänge des Bodens mit anderen physischen (z. B. Klima, Wasser, Tier- und Pflanzenwelt) bzw. anthropogenen Geofaktoren (z. B. Wirtschaft, Bevölkerung, Siedlung). Von besonderem Interesse sind die räumlichen Strukturen der Pedosphäre (z. B. Verteilung von Bodenarten und Bodentypen), die sich durch diese Wechselwirkungen ergeben.
Wie die Geographie an sich, ist auch die Bodengeographie interdisziplinären Charakters. So ergeben sich z. B. Verbindungen zu Biologie, Geologie und Hydrologie bzw. Agrarwissenschaften, Stadt- und Regionalentwicklung.